# گومدانگسان
گومدانگسان (به لاتین: Geumdangsan) یک کوه در کره جنوبی است که در کره جنوبی واقع شده‌است. گومدانگسان ۱٬۱۷۳ متر بالاتر از سطح دریا واقع شده‌است.